# ژانو توسونیان
ژانو توسونیان (انگلیسی: Jano Toussounian؛ زادهٔ ۲۵ ژانویهٔ ۱۹۹۱) بازیگر، کمدین ارمنی‌تبار اهل استرالیا است. وی از سال ۲۰۰۹ میلادی تاکنون مشغول فعالیت بوده‌است. وی بیشتر به خاطر حضورش در نقش چیس در مجموعه تلویزیونی استرالیایی شصت دقیقه و آنتون یانگ در عدالت عالی همراه با قاضی کرن شناخته می‌شود.

## زندگی‌نامه
توسونیان در ۲۵ ژانویهٔ ۱۹۹۱ در سیدنی به دنیا آمد و از دبیرستان لویولا فارغ‌التحصیل شد. 